# Colonia Benito Juárez, Chilcuautla
Colonia Benito Juárez är en ort i Mexiko.   Den ligger i kommunen Chilcuautla och delstaten Hidalgo, i den sydöstra delen av landet, 100 km norr om huvudstaden Mexico City. Colonia Benito Juárez ligger 1 991 meter över havet och antalet invånare är 448.
Terrängen runt Colonia Benito Juárez är huvudsakligen kuperad, men åt sydväst är den platt. Runt Colonia Benito Juárez är det ganska tätbefolkat, med 120 invånare per kvadratkilometer. Närmaste större samhälle är San Salvador, 19,7 km sydost om Colonia Benito Juárez. Trakten runt Colonia Benito Juárez består till största delen av jordbruksmark.